# 萧光琰
萧光琰（1920年9月15日—1968年12月11日），有记载为肖光琰、肖光炎，是中国石油化学家，主要研究领域为催化劑在石油加工工序的應用。蕭光琰原籍福州市，生于日本，青年时期移居美国学习、工作，后来因向往新成立的中华人民共和国而在1951年回国效力。来到中国后，萧光琰成为中華人民共和國石油化學研究的先驅之一，研究了多种用于加氢裂化、临氢异构化等石油加工工序的催化劑。他在连串政治运动当中几次受到批判，在“文化大革命”初期自杀身亡，随后其妻携女自杀身亡；1972年起逐渐获得平反。

## 生平

### 早年生活
萧光琰祖籍中国福建福州，1920年9月15日生于日本东京。他在1928年至1937年间就读于上海南洋模范中小学（现上海市南洋模范中学），后来在1937年2月到美国留学。萧光琰入读帕萨迪纳市立学院，1938年完成高中课程，1940年以优异成绩完成大一、大二课程；他在1940年进入波莫納學院化学系继续本科学业，1942年大四毕业。同年秋季，他成为芝加哥大学化学系研究生，攻读博士，师从詹姆斯·弗兰克，期间曾经担任有机化学、物理化学和高等物理化学课程的助教，1946年3月获得物理化学博士学位。
博士毕业后，萧光琰在1946年1月至1946年8月获聘为芝加哥大学化学系助理研究员，1946年9月至1947年8月期间任职芝加哥大学冶金实验室研究员，1947年8月至1950年11月期间供职于美孚石油催化基础研究组。

### 回国至自杀身亡
萧光琰在美国参加了北美中国学生基督教协会等学生社团活动，社团聚会常在他家里举行，他从中接触到马列主义等哲学思想，也对新建立的中华人民共和国日益向往；加上，当时的中国留学生热烈讨论是否归国参与新中国建设，萧光琰也有一些熟悉的同学陆续回国，让他也下了同样的决心。有美国移民局官员试图挽留萧光琰，承诺在两三个月之内为他完成移民美国手续，但遭他拒绝。萧光琰后来以芝加哥大学文学系学生身份（而非博士身份，以免移民局阻挠）前往中国，1950年11月出发，在美国洛杉矶登上威尔逊总统号邮轮，途径美国檀香山和菲律宾马尼拉，同年12月下旬抵达香港，1951年3月抵达北京。
来到中国后，萧光琰被安排在中华人民共和国石油工业部工作，得到理想的待遇和尊重。在北京生活了一段时间后，萧光琰移居大连，任职于东北科学研究所大连分所（现为中国科学院大连化学物理研究所，即“大连化物所”）。朝鲜战争爆发后，中国社会开始不信任从美国归来的知识分子；随着1951年思想改造運動开展，人们起初排斥萧光琰，后来更质疑他回国的动机，又因为谈论以前在美国的生活而被人批判为“崇洋媚外”。面对人们批判，当时血气方刚的萧光琰大感愤怒，更曾经生气得摔眼镜，人们对他也就更质疑了。萧光琰受到打击，既气愤又焦虑，情绪波动，曾经几天不上班来抗议，又做出把头撞向暖气片的自虐行为，有时还会大量服用安眠药来寻求宁静。思想改造運動结束后，萧光琰的生活平静下来，而研究所的领导也就先前毫无根据的猜测向他道歉，他不计前嫌地努力恢复工作。
1956年初，北京石油炼制研究所成立，并邀请萧光琰到此供职；他来北京体验了一会工作环境，最终认为大连那里有更多基础研究、环境更适合他，决定拒绝邀请。选择较理想工作的做法在美国很寻常，但当时的中国社会奉行坚决服从上级分配的思想，令萧光琰再次被人质疑。1957年，毛泽东发起大鸣大放运动（号召中国知识分子给共产党提意见），萧光琰于是向共产党支部书记提交了一篇文章，批评人们在思想改造運動期间对自己的质疑态度；及后大鸣大放突然转为反右运动（把先前提出意见的部分知识分子划为右派，并予以处分），不过萧光琰没有被划为右派。1958年，萧光琰供职的催化过程研究室计划迁到甘肃兰州，但他要求留在科研条件较好的大连，得到研究所同意，不过这个想法又违背了当时社会的主流价值观。
在大跃进期间的“拔白旗，插红旗”运动，萧光琰再次面临批判，人们质疑他的回国动机、工作态度、生活习惯，攻击他“苛刻”、“养尊处优”、“挂羊头卖狗肉”、“贪婪”、“学阀”、“奸商”，四处涌现这些内容的大字报；到了新春的时候，人们在新年晚会上演出侮辱萧光琰的活报剧，把他描绘成小丑，又嘲笑他的言行。对此，萧光琰极为愤怒，又变得沉默苦恼；他经历长期的政治批判后逐渐失去自我，不敢再像往日般直抒己见。后来，人们停止对科研人员的批判，而研究所领导也在1961年向萧光琰亲自道歉，他又不计前嫌地重新积极工作。
在文化大革命期间的清理阶级队伍运动中，萧光琰被批判为“反革命特务”，遭受批斗和大字报攻击，家里被强制迁入了几户人家。1968年10月5日，萧光琰被工宣队（文革时期派驻各单位的组织）抄家，并被抓进牛棚（文革时期拘禁知识分子的地方）里面监禁，他深感绝望；为了博取“成功抓住美国特务”的功劳，工宣队把萧光琰指称为特务机构成员，而人们也顺应潮流来攻击萧光琰。工宣队锲而不舍地不断对他进行审讯，用上拳打脚踢、刑具鞭打的武力方法来逼供，要他不断写揭发自己罪行的“检查”和“揭发材料”来达到轰动大众的效果，又给他起了“白屎”的外号（源于“博士”方言谐音）。1968年12月11日早上，萧光琰被发现死亡，验尸结果证明他服用巴比妥自杀身亡。

## 学术

### 化学研究贡献

#### 石油化学
萧光琰主要研究石油化学，当中又以研究催化剂在石油加工工序的应用为主，是中华人民共和国石油化学研究的先河之一，也是中国石油催化裂化和固体酸催化剂研究先驱之一。他在1957年至1965年期间共发表了29篇论文，分别刊于《科学通报》、《燃料化学学报》等期刊。
萧光琰供职于美孚石油期间参与了多项石油化学研究项目，例如催化裂化、催化重整、水煤气合成等，合共撰写过20多篇报告；其中，他在1949年参与了固定床铂催化重整工业装置的部分研究项目，这是世界上第一套同类装置，可用于制取芳香烃，以及用作生产辛烷值较高的汽油。
1950年代初，中国的石油管理部门与石油科学专家就催化重整工序的催化剂配方展开争论，分为钼催化剂和铂催化剂两个主张：钼催化剂价格上比较便宜，不需要从外国进口，而且现有技术成熟；铂催化剂价格昂贵，技术有欠成熟，不过催化效率和收率都较高。萧光琰根据自身经验和参考资料，主张采用铂催化剂。这项研究起初因争论而受阻，不过化学工程学家侯祥麟其后出于生产工艺实际要求的考虑而表示支持萧光琰的意见，令研究项目顺利按照萧光琰提出的方案而行，得以有所进展，更成为日后中国成功开发新炼油技术的基础。
美国早在第二次世界大战期间研制出用于催化裂化工序的硅酸铝催化剂，而国际上也普遍采用以硅、铝为主要成分的催化剂，但中国尚未引进。萧光琰在1953年开始搜集中国各地的天然硅酸铝矿物（例如高岭土等），研究它们在石油催化裂化反应上的催化性能；研究成果在1954年发表于中国科学院液体燃料工作报告会议报告上，是中国第一篇同类的系统性研究报告，大受重视，又获化学家张大煜上报到中国科学院请奖，往后被学术界广泛引用。此外，萧光琰也研究不同硅铝比的催化剂，探讨它们的表面性质、酸性、活性、结焦性能，尤其研究了高铝硅铝（以硅和铝为主要成分、但含铝较多的催化剂）的活性、稳定性与制备方法；这项研究是中国学术界在此方面的先河，为后来的加氢裂化催化剂研究提供基础。
中国在1950年代的石油产量极少，只有一定产量的页岩油，但页岩油含有碱性有机氮化合物，这些化合物会导致催化裂化反应所用的催化剂出现效能下降（即催化剂中毒）。1955年，萧光琰开始研究页岩油的催化裂化工序，尤其是含氮化合物对催化剂造成的中毒作用；这是中国首个同类研究项目，对日后的催化剂研究有所助益。
萧光琰在1958年留意到金属/酸性复合催化剂（金属催化剂与固体酸催化剂组成的复合催化剂）同时有加氢、脱氢、异构化、裂化几种化学性质，只要调节催化剂的金属和酸性构成，就可以控制化学反应生成不同产品；为此，他系统性地研究了几种催化剂的物理性质、化学性质，以及它们在临氢异构化反应与加氢裂化反应的性能。
1960年代，由于中苏交恶，苏联停止向中国供应航空煤油，中国急需掌握透过加氢裂化反应来制取航空煤油、低凝柴油的技术，因此要研制加速加氢裂化反应的催化剂。萧光琰在1964年中期与另一名石油化学家林励吾共同承担这项任务，他根据过往的研究成果而提出两点主张：一、应采用硅酸铝为酸性催化剂载体，因为硅酸铝有较佳的抗中毒性（抵抗催化剂中毒的性能）；二、在各款硅酸铝载体之中，应采用高铝硅铝（铝含量较高的硅酸铝），因为高铝硅铝有温和的酸性，适合选择性生成航空煤油分子，而且它的大孔结构有利石油裏的烃类大分子进出。最终，催化剂研制成功，加氢裂化装置也在1967年投入生产；萧光琰等人的研究工作获得1978年全国科学大会奖、中国科学院科技成果奖、辽宁省科技成果奖。

#### 其他化学研究
除了石油化学以外，萧光琰也有其他化学研究成果，他的博士论文就以〈小球藻、菜叶及叶绿体的荧光与其光合作用关系〉为题，其后在芝加哥大学化学系研究水的光分解作用，又在芝加哥大学冶金实验室研究黄铜的晶体生长和重结晶。
1960年代，萧光琰从酶（生物分子）的催化作用联想到化学催化剂，继而想到把酶用于催化生物以外的化学反应，提出生物催化的科研方向；由于大连化物所没有供他研究生物催化的条件，萧光琰要求兼任青岛海洋生物研究所的研究员工作，以便参与生物催化研究，但他的想法最终因条件所限而未有实现。

### 文献整理与贡献
萧光琰认为科研人员务必充分利用已有的文献资料，也应该懂得善用图书馆。他回国前搜集、购买、整理了大量资料来带到中国，有些是美国严格保密、禁止出境的化学文献，有些是对科研有用的图书、工具书。这些资料分批送到中国，一部分由他亲自带到国内，一部分则是委托妻子或其他回国的同学帮忙。例如，萧光琰乘船回国时途径日本横滨，他事先与当地华侨店主串通，轮船停泊后邀请船上的友人常沙娜（日后为知名敦煌學家、艺术家）一起上岸“购物”，到店主处领取藏有美国保密文献的礼盒，再告诉常沙娜那是圣诞礼物，让她抱着礼盒上船，从而通过检查。
萧光琰抵达中国后，中国石油管理总局（石油工业部前身）的领导和专家审视过他带来的图书和资料，认为这些文献对中国炼油工业的发展有重大价值。萧光琰在大连物化所工作的时候经常到图书馆，发现藏书大多已经过时，于是决定把自己带来的书籍交给馆方，只收取象征性款项；由于他提供了大量文献，馆方用这些书建立了一个小型图书馆，吸引很多人前往阅读。不过，萧光琰并非无偿捐献，不符当时“乐于无偿贡献国家”的社会风气，因此受人非议。

### 治学观点、科研主张与作风
萧光琰治学严肃认真，做学问时一丝不苟，对下属要求严格。在整理数据、撰写报告的时候，他每每逐点逐项、逐字逐句检查，一篇文章最少得修订三遍，从不因为他人不满而有所改变；他又认为科研必须严谨，强调“差之毫厘，谬以千里”，要求实验数据误差范围明确，而且实验必须要有可重复性、因此必须做好实验记录。萧光琰的学生起初抱怨他的严肃态度，但后来逐渐接受、欣赏和仿效。不过，这种治学态度也成为政治斗争中攻击他的话柄。
由于在美国学习和工作的背景，萧光琰急切地想把美国的实验室管理系统引进自己的工作环境，又奉行美国人的工作习惯，提倡劳逸结合，严谨工作的同时要认真休息；这种作风引起一些同事不满，也因为当时的社会风气而被人们批评为“资产阶级作风”。此外，萧光琰会不留情面地直指别人工作上的过失、实验操作的不严格之处，直率地评论他人的工作表现，引起一些同事反感。教育学生时，他注重培养学生们的思维能力，召开例行课题组会的时候老是要求每人都发言，而且总是在学生发言完毕吹毛求疵地评论一番。
萧光琰认为科学研究的前提是要掌握信息，科研人员为此要学好英文，也务必关注全球科学界的发展动向，并持续积累创新的想法。他精于动手操作实验，擅长吹製玻璃，能够做出各种精密的實驗室玻璃儀器；他倡议化学和化工研究员尽可能掌握电工、金工、木工、玻璃工等技能，多加亲自动手，提升做实验的能力。

## 个人生活

### 家庭

#### 父母与兄妹
萧光琰的父亲名为萧权宣，是中華民國駐日本國公使館的武官，后来曾在汪精卫政权出任部长职位。
萧光琰有一兄一弟两妹。兄长名为萧光灏，他同样是一名学者，一直居于美国，在保密单位工作。萧光琰在中国遇到困境时几度寄信给兄长，盼望跟他见面，更希望他一起来中国工作，但往往隐瞒自己的困难，而萧光灏放不下在美国的事务，因此从来没有答应会面；后来，萧光灏得知文化大革命开始，料想到萧光琰处境艰难，但那时候两人已经无法联系了，这令萧光灏深感后悔。萧光琰其中一個妹妹名为萧光珍，两人同样是北美基督教中国学生会的成员。

#### 妻室
萧光琰的妻子名为甄素辉，两人在1945年结婚，婚后一直感情深厚，妻子对丈夫既热爱又崇拜。甄素辉在美国土生土长，不会说中文。她的父亲曾经是孙中山的秘书，后来被国民政府派驻美国从事侨民工作，曾获孙中山送赠一只戒指；这只戒指本来是传家之宝，但后来萧光琰遭到抄家，戒指被负责抄家的人卖到市场，此后不知所终。
甄素辉起初提出语言障碍、政治形势两点原因，反对丈夫回国，但萧光琰主意已决，甚至提出独自一人到中国、让甄素辉留在美国；她最终让步，陪同丈夫来到中国，在大连海运学院（大连海事大学前身）担任英语教师。在萧光琰历次遭到政治斗争困扰的时候，甄素辉虽然因丈夫情绪波动而深感压力，但她总是在旁理解和安慰。两人在1952年生下女儿萧洛莲（小名“洛洛”），她品学兼优，很受父亲疼爱。
文化大革命时，甄素辉在大连营城子农场接受劳动改造，萧洛莲则无人照顾、独留家中。萧光琰自杀身故后，工宣队把甄素辉叫到大化所通知丈夫死讯；她反应异常冷静，要求工宣队让她请假两天照料女儿，获得批准。1968年12月13日，甄素辉与萧洛莲一同服用巴比妥自杀，在家中床上相拥身亡。

### 性格与爱好
萧光琰处理人际关系时较为迟钝、木讷，为人直率而不加掩饰情绪，不过富有人情味，颇为平易近人。他关心同事，在同事遇上经济困难时乐意慷慨接济。他和妻子也喜欢款待客人，经常邀请年轻人到家里做客，吃喝谈天。萧光琰的谈吐时而充满书生气，时而幽默风趣，他曾经开过“在蒸笼里放一个压力计，控制压强，就能把馒头蒸好”、“把豆腐贩子的豆腐全部买下，免得他大清早敲梆子叫卖”等等的玩笑，但这些话有时成为人们耻笑、批判的话柄。
萧光琰兴趣广泛，爱好有舞蹈、网球、音乐等，这种丰富的生活成为政治斗争中攻击他的话柄，被人们批评为“养尊处优”、“资产阶级生活”。他热爱打网球，每当谈起打球都十分兴奋，经常相约友人白介夫到居所附近的网球场打球；此外，他和妻子都很擅长跳舞，两夫妇每到舞厅共舞，都吸引驻足观赏。

## 后事

### 殓葬
为了向萧光琰遗属交代，政府部门讹称萧光琰与妻儿死于车祸，并为他们一家三口在大连西南路附近山坡上的墓园里建立一座墓地，不过墓内没有骨灰；后来，这座墓园由于批地建房而要搬迁，大连化物所的三名研究人员到萧光琰墓前拍照留念。

### 平反历程
萧光琰死后被指控是“301特务集团”的中心人物，他的死亡因此触发了“301”案，此案是株连26人的重点大案，其后被视为“工人阶级占领科研部门”的样板。工宣队把萧光琰之死描述为“阶级敌人走投无路时的选择”、“无产阶级专政的伟大胜利”，公布为“特大喜讯”来通报中国科学院全体成员，又把他定性为“反革命特务分子”。
有说法指，中华人民共和国总理周恩来得悉萧光琰之死后极为气愤、并难过流泪，但此说只是一些文献记载的传闻，未得到证实。萧光琰生前友人白介夫引述有说法指，周恩来就萧光琰之死亲自过问，并追究涉事者，最终当年工宣队的两名成员（一名为首领，另一名为毒打萧光琰的主犯）受到处罚。
1972年8月，萧光琰生前友人、麦吉尔大学教授林达光到访中国，获周恩來接见，期间向周提及萧在文革期间的经历；周恩來当时表示，如查明萧光琰确实含冤，便应予以平反。1972年9月9日，中国科学院大连化学物理研究所党委发表《关于萧光琰历史问题的审查结论》，否定文革期间对萧光琰的“特务”指控，把这些指控定性为诬陷，又认定他回国是出于爱国行为（萧光琰生前长期被质疑回国动机），赞扬他热爱中国共产党和社会主义制度，肯定他生前对国家有一定贡献。1978年3月11日，大连化学物理研究所礼堂举行萧光琰追悼会，研究所所长致悼辞时表示：“蕭光琰同志熱愛毛主席、熱愛共產黨、熱愛社會主義，是一位有貢獻、有才華的科學家。蕭光琰同志的逝世，對化物所的科研工作是一個重大的損失。”自此，萧光琰在中华人民共和国得以徹底平反。